# Изотопический сдвиг
Изотопический сдвиг — смещение уровней энергии и спектральных линий различных изотопов одного химического элемента.

## Описание
У различных изотопов одного химического элемента отличаются значения уровней энергии, а следовательно, и длины волн или частот  спектральных линий. Это явление называется изотопическим сдвигом. В молекулах, содержащих разные изотопы одного элемента, изотопический сдвиг также присутствует. Это явление иногда рассматривают как часть сверхтонкой структуры. Например, линия H-альфа для атома водорода имеет длину волны, равную 6562,79 ангстрем, а соответствующая линия для дейтерия — на 1,79 ангстрем меньше.
Изотопический сдвиг происходит по двум причинам. Первая причина — эффект массы — возникает из-за того, что у изотопов различается масса ядра. Это приводит к отличию постоянной Ридберга для разных изотопов, так как в выражение для неё входит приведённая масса {\textstyle \mu ={\frac {Mm}{M+m}}}, где {\displaystyle M} и {\displaystyle m} — массы ядра и электрона, и этот эффект заметен только для лёгких ядер. Для тяжёлых ядер изотопический сдвиг также заметен, но по другой причине — из-за эффекта объёма. Поскольку объём тяжёлых ядер уже достаточно велик, их поле нельзя рассматривать как поле точечного заряда, что приводит к смещению энергетических уровней, которое меняется с увеличением числа нейтронов. Особенно сильно эффекты объёма проявляются для электронов s-орбитали, максимальная электронная плотность для которых достигается в ядре.